# Departament de La Libertad
|  | Aquest article tracta sobre el departament d'El Salvador. Si cerqueu la regió del Perú, vegeu «regió de La Libertad». |

La Libertad és un departament del Salvador. La seva capital és Santa Tecla, ciutat abans anomenada Nueva San Salvador.

## Geografia
Destaquen al departament els rius Lempa (19.5 km) i el Sucio (32,5 km); La llacuna de Chanmico amb 0,78 km² i el volcà de San Salvador o Quezaltepeque amb una elevació de 1.959 msnm.
El municipi de La Libertad consta amb 16 platges:
1. Playa Mizata
2. Playa La Perla
3. Playa El Palmarcito
4. Playa km 59
5. Playa El Zonte
6. Playa El Tunco
7. Playa El Sunzal
8. Playa Río Grande, La Bocana
9. Playa El Majahual
10. Playa San Blas
11. Playa Conchalio
12. Playa Punta Roca
13. Playa La Paz
14. Playa El Obispo
15. Playa Las Flores
16. Playa San Diego

Les platges d'El Salvador compten amb el tercer lloc en l'escala mundial dels millors punts per fer surf, i s'hi han realitzat ja al voltant de sis campionats a nivell mundial a les platges del departament de la Libertad.

## Municipis
1. Antiguo Cuscatlán
2. Chiltiupán
3. Ciudad Arce
4. Colón
5. Comasagua
6. Huizúcar
7. Jayaque
8. Jicalapa
9. La Libertad
10. Nuevo Cuscatlán
11. Opico
12. Quezaltepeque
13. Sacacoyo
14. San José Villanueva
15. San Matías
16. San Pablo Tacachico
17. Santa Tecla
18. Talnique
19. Tamanique
20. Teotepeque
21. Tepecoyo
22. Zaragoza